# Paoli (Indiana)
Paoli is een plaats (town) in de Amerikaanse staat Indiana, en valt bestuurlijk gezien onder Orange County.

## Demografie
Bij de volkstelling in 2000 werd het aantal inwoners vastgesteld op 3844.
In 2006 is het aantal inwoners door het United States Census Bureau geschat op 3922, een stijging van 78 (2,0%).

## Geografie
Volgens het United States Census Bureau beslaat de plaats een oppervlakte van
9,8 km², geheel bestaande uit land. Paoli ligt op ongeveer 207 m boven zeeniveau.

## Plaatsen in de nabije omgeving
De onderstaande figuur toont nabijgelegen plaatsen in een straal van 20 km rond Paoli.